# لويس مندونسا
لويس مندونسا (بالبرتغالية: Luís Mendonça‏) هو دراج برتغالي، ولد في 16 يناير 1986.

## وصلات خارجية
- لويس مندونسا على موقع الاتحاد الدولي للدراجات (الإنجليزية)
- لويس مندونسا على موقع إحصائيات الدراجات الإحترافية (الإنجليزية)
- لويس مندونسا على موقع نسبة الدراجات (الإنجليزية)